# Vania Millán
Vania Millán Miras (Madrid, 5 febbraio 1978) è una modella spagnola, eletta Miss Spagna nel 2002.

## Biografia
Laureata in legge, Vania Millan è stata incoronata Miss Spagna il 7 marzo 2002, in rappresentanza della provincia di Almería. In seguito ha potuto rappresentare la Spagna a Miss Universo 2002, dove però non è riuscita a superare le fasi preliminari.
In seguito ha intrapreso la carriera di modella diventando testimonial per Fat Away, Satèn e Wella e sfilando per Francis Montesinos, Selmark, Pontus Veteris e PonfePiel-Julio Lama. È inoltre comparsa sulle copertine di varie riviste spagnole come Cuerpo de Mujer, Arte de Vivir, Man, FHM, Sie7e, Plástica & Estética e Novias Araba.